# هلیامفرا سیلیاتا
هلیامفرا سیلیاتا (نام علمی: Heliamphora ciliata) نام یک گونه از رده دولپه‌ای‌ها است.